# Mapiripán (ort)
Mapiripán är en ort i Colombia.   Den ligger i departementet Meta, i den centrala delen av landet, 290 km sydost om huvudstaden Bogotá. Mapiripán ligger 181 meter över havet och antalet invånare är 1 993.
Terrängen runt Mapiripán är platt, och sluttar söderut.  Trakten runt Mapiripán är nära nog obefolkad, med mindre än två invånare per kvadratkilometer. I omgivningarna runt Mapiripán växer i huvudsak städsegrön lövskog.